# Stéphane Corbin
Pour les articles homonymes, voir Corbin.
Stéphane Corbin, né le 18 mars 1977 à Lille, est un auteur, compositeur et interprète français.

## Biographie
Il débute sur les scènes de la région lilloise à la fin des années 1990, en première partie de Juliette, Thomas Fersen, Dick Annegarn. 
En 2004, paraît un premier album auto produit intitulé Optimiste, récompensé par le Prix du Public au Trophée France Bleu (2005) et le Grand Prix du festival Clermont Carrefour de la Chanson (2007). En 2008, sort un nouvel album, Les murmures du temps, distribué par Sony Music .
Stéphane Corbin compose également pour de nombreuses pièces de théâtre et des comédies musicales.
En 2013, en réaction à La Manif pour tous, il crée le collectif Les Funambules. Le projet, qui a pour marraines Miou-Miou et Virginie Lemoine, regroupe plus de 400 artistes, connus ou moins, comme Dave, Amanda Lear ou Pierre Richard et donne naissance, en 2016, à l'album et au spectacle du même nom. Les bénéfices sont versés à des associations le lutte contre l'homophobie, comme Le Refuge et SOS homophobie.
En octobre 2017, paraît son premier roman autobiographique, Nos Années parallèles (éd. LamaO), qui reçoit l'année suivante le Prix Découverte du roman gay,. La pièce éponyme est créée en 2019 au Festival d'Avignon dans une mise en scène de Virginie Lemoine, que Stéphane Corbin qualifie de son « double artistique ». Il en assure l'adaptation et la musique. La pièce est présentée en avril 2022 au Théâtre du Lycée français de San Francisco.
En juin 2018, Stéphane Corbin est à l'affiche de Berlin Kabarett de Stéphan Druet au Poche-Montparnasse, aux côtés de Marisa Berenson. Au même moment, la troupe des Funambules se produit sur la scène de l'Alhambra pour sept soirées avec des invités notoires comme Anne Roumanoff, Michel Jonasz ou Sheila.
En 2022, Stéphane Corbin lance un nouveau projet avec Les funambules, cette fois autour des femmes. Intitulé Elles, ce nouvel album aborde avec tendresse et humour des sujets aussi variés que l'inégalité salariale, les règles, la charge mentale, l'avortement, le désir d'enfant, le consentement ou les féminicides. Les chansons font également le portrait de grandes figures féministes telles que George Sand, Violette Morris, Simone de Beauvoir ou Simone Veil. L'album est présenté sur scène du 12 octobre au 11 novembre 2023 au Théâtre Essaïon, à Paris. Comme le précédent, Stéphane Corbin assure la mise en scène de ce nouveau spectacle. Il propose à l'autrice et actrice féministe Noémie de Lattre d'en être la marraine. En 2023, il met en scène le spectacle musical de cette dernière, L'Harmonie des Genres, dont il compose également la musique. 

## Œuvres

### Comme auteur compositeur et interprète
- 2016 : Les funambules
- 2008 : Les murmures du temps, Sterne/Sony Music
- 2005 : Optimiste, autoproduction.

### Comme compositeur
- 2022: Elles, Les funambules
- 2018 : Suite Française, Virginie Lemoine
- 2018 : Berlin Kabarett, Stephane Druet
- 2017 : Chagrin pour soi, Virginie Lemoine & Sophie Forte
- 2016 : 31, Stéphane Laporte & Gaétan Borg / Virginie Lemoine
- 2016 : Pompes funèbres Bémot, Sylvia Bruyant
- 2016 : Compartiment fumeuses, Anne Bouvier
- 2015 : Les Maurices Girls, Virginie Lemoine
- 2014 : Les Vibrants, Aïada Azgharzadeh / Quentin Defalt
- 2014 : Pim Poum le petit panda, Alexis Michalik
- 2011 : L'hôtel des roches noires, Françoise Cadol / Christophe Luthringer
- 2011 : Le portrait de Dorian Gray, Thomas Le Douarec
- 2010 : L'oiseau bleu, Maurice Maeterlinck, adaptation et M.S. Jérémy Sontag et Florian Goetz,
- 2010 : La nuit de Noël, Virginie Bienaimé
- 2009 : La reine des songes, Virginie Bienaimé
- 2008 : Mon frigo me trompe, Rémi Cotta
- 2008 : Petit sirène, Charlotte Dupuyedenus

### Comme comédien-chanteur-pianiste
- 2018 : Berlin Kabarett, Stephane Druet
- 2015 : Les Maurices Girls, Virginie Lemoine
- 2012 : Tout Offenbach ou presque Offenbach / Alain Sachs
- 2009 : La vie parisienne Offenbach / Alain Sachs
- 2008 : L'autre histoire de Babel Hervé Devolder
- 2007 : L'histoire de Sally Mc Laureen Christine Khandjian / Ned Grujic
- 2003 : Chance Hervé Devolder
- 2012 : Tout Offenbach ou presque Offenbach / Alain Sachs

### Comme auteur
- 2017 : Nos Années parallèles (éd. LamaO)

## Récompenses
- 2005 : Prix du Public au Trophée France Bleu
- 2007 : Prix Bernard Richard pour le festival « Clermont Carrefour de la Chanson »[16]
- 2017 : Prix européen de lutte contre l’homophobie[17]
- 2018 : Prix découverte du roman gay pour Nos années parallèles